# Senknuta

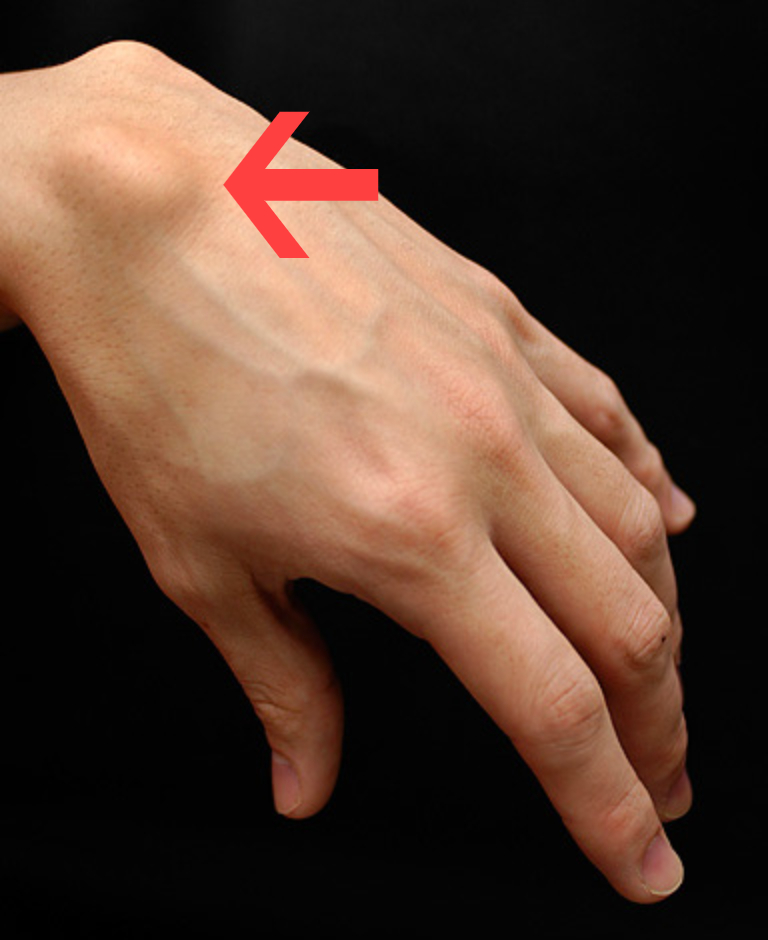
En senknuta på handleden.

En senknuta eller ganglion är en vätskefylld utbuktning som bildas i anslutning till en led, ofta på handen eller foten men kan även förekomma på andra platser. Storleken varierar från ärtstorlek upp till några centimeter i diameter. Senknutor är ofarliga och försvinner ofta av sig själva. Har man inte några besvär, behövs ingen behandling.
Senknutor orsakas av läckande ledvätska. Eftersom ledvätskan innehåller speciella äggviteämnen som gör den trögflytande, kan kroppen inte suga upp ledvätskan som läckt ut, utan endast vattnet i ledvätskan vilket medför att ledvätskan blir trögflytande, nästan som gelé.